# La hora incógnita
La hora incógnita és una pel·lícula espanyola de ciència-ficció, estrenada el 26 de desembre de 1964, escrita i dirigida per Mariano Ozores. Va ser un fracàs comercial i la seva productora va fer fallida, cosa que empentaria Ozores a continuar fent comèdies.

## Argument
Un míssil nuclear d'origen desconegut s'ha desviat de la seva trajectòria accidentalment, i impactarà sobre una petita ciutat espanyola en dues hores. Després de la massiva i urgent evacuació de la ciutat, un reduït grup de persones s'hi han quedat atrapades sense escapatòria. Ens descobreixen la seva forma de vida, els seus defectes i ambicions abans que caigui el projectil; però sorgeix la possibilitat de salvar-se alguna d'elles gràcies a una motocicleta.

## Repartiment
- Emma Penella, com la prostituta.
- José Luis Ozores, com el borratxo.
- Antonio Ozores, com el lladre.
- Carlos Ballesteros, com l'amant d'Ana.
- Mabel Karr, com Ana.
- Enrique Vilches, com el senyor del gat.
- Mercedes Muñoz Sampedro, com Sofía.
- Mari Carmen Prendes, com Remedios.
- Elisa Montés, com la noia d'uns magatzems.
- Rafael Arcos, com el director d'uns magatzems.
- Carlos Estrada, com el fugitiu.
- Luis Prendes, com el policia.
- Fernando Rey, com el sacerdot.
- Julia Martínez, com María.
- Jesús Puente, com el marit de María.
- María Teresa Dressel, com la telefonista.[4]

## Exteriors
Rodada en la seva totalitat de nit a Alcalá de Henares, San Lorenzo de El Escorial, Guadalajara, Madrid i Torrelaguna.

## Premis
- José Luis Ozores va rebre el premi al millor actor principal del Premis del Sindicat Nacional de l'Espectacle de 1964.[7]